# Dramat satyrowy

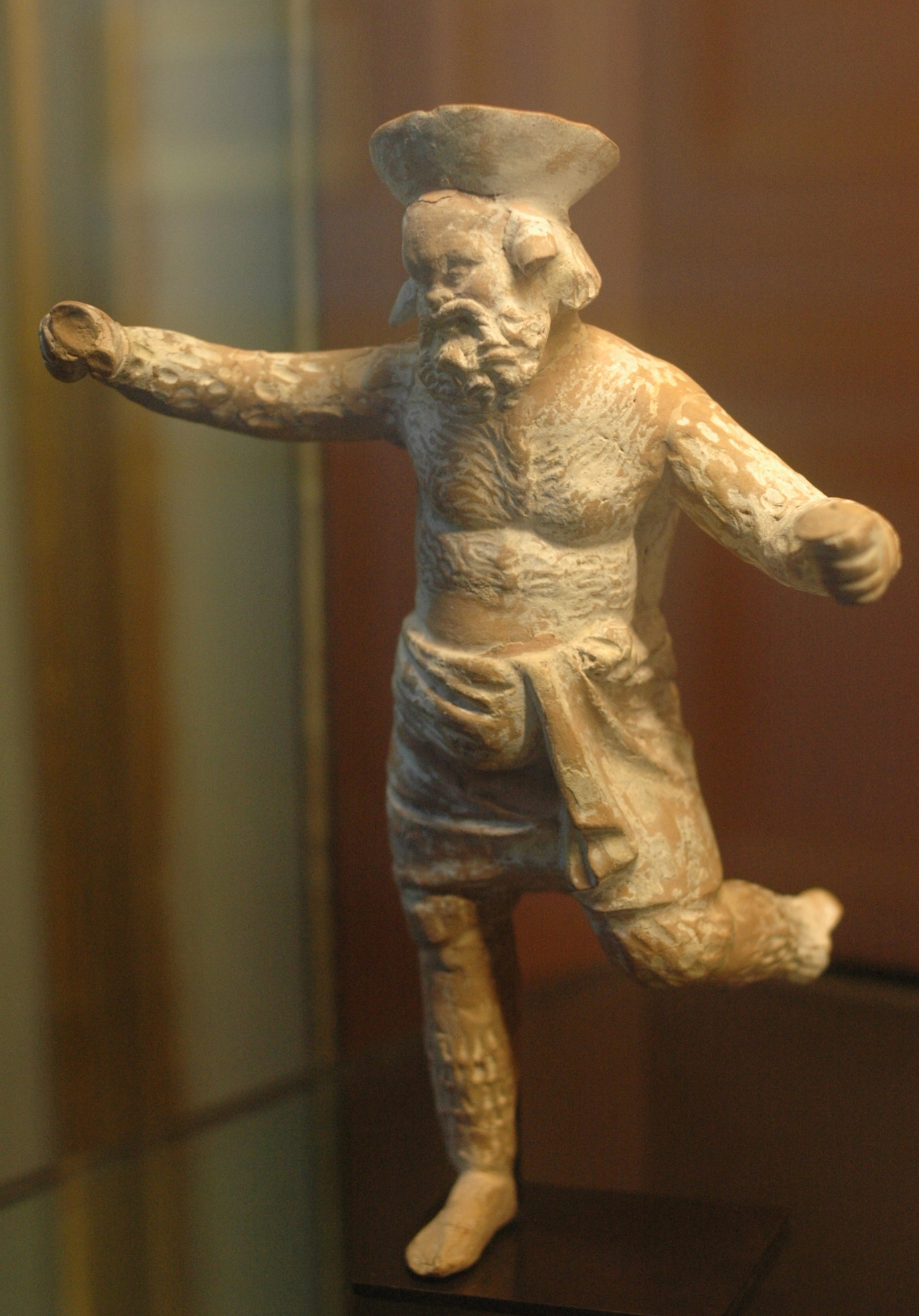
Figurka aktora grającego satyra, Luwr

Dramat satyrowy – starożytna grecka odmiana komedii, przedstawiająca w sposób humorystyczny motywy i postacie mitologiczne (w późniejszym okresie także postacie współczesne, np. filozofów). Za twórcę dramatu satyrowego uważano w starożytności Pratinasa z Fliuntu, który przeniósł do Aten i zaadaptował wykształconą z dytyrambu pieśń chóru satyrów.
Akcja dramatów satyrowych rozgrywała się zazwyczaj w otwartej przestrzeni, np. w lesie, zagajniku, na łące, a ich podstawowym elementem był chór w przebraniu satyrów, wprowadzający pierwiastki komiczne, posługujący się dowcipem i tańcem. Dramaty satyrowe wystawiano podczas Dionizji Wielkich jako czwarty element tetralogii jednego autora (pozostałymi utworami były tragedie). 
Jedynym dramatem satyrowym jaki przetrwał w całości do naszych czasów jest Cyklop Eurypidesa. Pozostałe znane są jedynie we fragmentach lub (najczęściej) wyłącznie z tytułów. Do twórców dramatów satyrowych (satyrografos) należeli między innymi Pratinas, Choirilos z Samos, Ajschylos, Polifrasmon, Eurypides, Chairemon i Ksenokles.